# Amsterdam (1653)
De Amsterdam was een linieschip van de Admiraliteit van Amsterdam met een bewapening van 50-68 stukken vernoemd naar de stad Amsterdam. Het schip was het vlaggenschip van viceadmiraal Abraham van der Hulst tijdens de slag bij Lowestoft 1665. En verbleef in 1657 in de vloot van De Ruyter in de Middellandse Zee en op de Portugese kust. Het vertrok in 1659 onder De Ruyter naar de Oostzee en nam in 1667 deel aan de tocht naar Chatham. Onder Cornelis Tromp nam het schip deel aan de 4-daagse zeeslag bij Schooneveld in 1666, en tweede slag bij Schooneveld op 14 juni 1673. In datzelfde jaar nam het schip deel aan de slag bij Kuikduin 1673. En werd uiteindelijk in 1689 tijdens de Negenjarige Oorlog door de Fransen veroverd.